# ASCI White
ASCI White è un supercomputer installato presso il Lawrence Livermore National Laboratory  (LLNL) a Livermore (California) il 15 agosto 2001 ed è stato sviluppato da IBM e dall'LLNL stesso, come successore dell'ASCI Blue Pacific sviluppato nel 1998.
Inizialmente l'assemblaggio è avvenuto a Poughkeepsie, nello stato di New York, ed è stato terminato nel giugno 2000. Successivamente è stato trasportato presso l'LLNL per la definitiva collocazione e messa in opera.

## Programma "Accelerated Strategic Computing Initiative"
Il sistema appartiene alla terza fase del Accelerated Strategic Computing Initiative (ASCI) avviato dal dipartimento per l'energia statunitense (DoE) e dal National Nuclear Security Administration (NNSA) per costruire un simulatore in grado di rimpiazzare i test nucleari dopo la moratoria stabilita dal presidente degli Stati Uniti George H. W. Bush nel 1992 ed esteso da Bill Clinton nel 1993.

## Caratteristiche tecniche
Il sistema è composto da un cluster di computer IBM RS/6000 SP, per un totale di 512 macchine collegate tra loro. In realtà è formato da tre sistemi separati, identificati come: White con 512 nodi, Ice con 28 nodi e Frost con 68 nodi.
In generale, i nodi sono sistemati in gruppi di 4. Ogni nodo comprende a sua volta 16 microprocessori POWER3-II da 375 MHz. Questo chip è stato progettato per eseguire simultaneamente quattro calcoli in virgola mobile, con una prestazione di picco più che doppia rispetto a un Pentium III da 600 MHz (il processore di punta di quel periodo per il normale mercato PC). Oltre ad avere più di 8 MB di cache per processore, ogni nodo contiene almeno 8 GB di memoria locale e 2 hard disk interni da 18 GB.
Complessivamente quindi, il numero di CPU presenti nell'intero sistema è pari a 8192, abbinate a 6 TB di memoria RAM e 160 TB di memoria su disco totali.
Il cuore di ogni supercomputer è il commutatore (in ASCI White sono 8) che gestisce il passaggio dei dati tra processori, chip di memoria e dischi. In questo sistema viene impiegata una "multistar omega network", che connette gli 8192 processori della macchina l'uno con l'altro e con 10752 dischi esterni, in modo che ogni processore non sia mai più distante di due passaggi da qualsiasi altro. Il commutatore è in grado di muovere i dati verso e da ogni gruppo di processori alla velocità di 800 MB/s: più di cinque volte la velocità del commutatore di Blue Pacific.
Le nuove caratteristiche hardware, costate circa 110 milioni di dollari, hanno consentito di raggiungere una potenza elaborativa massima teorica di 7,226 TeraFLOPS, quasi il doppio del suo predecessore. Il sistema operativo utilizzato è AIX realizzato dall'IBM stessa.
L'intero sistema ha un peso totale di 106 tonnellate e consuma circa 3 megawatt di corrente elettrica per il suo funzionamento, oltre ad un valore paragonabile occorrente agli apparati di condizionamento necessari per il suo corretto raffreddamento.

## Esempio di problema fisico simulato da ASCI White

### Premessa
Nel gennaio 1997 il Sole espulse un'onda di plasma che entrò in collisione con la magnetosfera terrestre, creando straordinarie aurore boreali e rendendo possibile un vasto repertorio di osservazioni scientifiche che potranno aiutare a spiegare come funziona lo scudo magnetico protettivo del nostro pianeta. Per correlare le osservazioni con le correnti teorie, i fisici dell'Università del Maryland realizzarono una dettagliata simulazione dell'evento con il supercomputer, ottenendo una sorta di film tridimensionale ricavato dalle leggi di base della fisica

### Implementazione in ASCI White
Su ASCI White, questa simulazione prendeva in considerazione per prima cosa un blocco immaginario di spazio intorno alla Terra. Allo scopo di effettuare i calcoli il più rapidamente possibile, il software suddivideva questo volume in circa 10 miliardi di "cubi" più piccoli. Questi "cubi di informazione", a ciascuno dei quali erano associate solo poche operazioni matematiche e qualche numero specificante le condizioni iniziali, venivano trasmessi dalla RAM al commutatore.
Quando i cubi di informazione entravano nei nodi, fluivano nella memoria e venivano distribuiti fra i processori. Se tutti i dati erano disponibili localmente, il processore poteva svolgere il suo lavoro matematico, completando il cubo con i risultati e restituendolo al commutatore affinché venisse memorizzato su disco. Spesso tuttavia, i dati di un cubo si trovavano nella RAM o erano distribuiti tra 2 o più processori che dovevano scambiarsi messaggi e cooperare per arrivare ad una risposta. Questo fenomeno, che si presenta in realtà in qualsiasi supercomputer, rallentava enormemente il calcolo, e di conseguenza questi sistemi, come pure ASCI White, operano raramente a più del 20% della loro velocità di picco teorica.
Dopo circa 2 settimane di processo ininterrotto, il film finale di 50000 fotogrammi (per un totale di circa 500000 miliardi di cubi) risultava completo. Per memorizzare una quantità tanto grande di dati, ASCI White ha impiegato 195 TB di memoria esterna su disco. Per fare un confronto, il contenuto di tutti i libri della Biblioteca del Congresso corrisponde a circa 10 TB.

## Il successore
Nel giugno 2005 sempre presso l'LLNL è stato installato un nuovo supercomputer appartenente alla famiglia ASCI, chiamato ASCI Purple. Non si tratta di un vero e proprio successore in quanto ASCI White (come del resto anche il suo predecessore) continua tuttora a venir utilizzato, ma ASCI Purple appartiene alla generazione successiva, la quarta, dell'iniziativa ASCI, in virtù della propria maggiore potenza elaborativa.